# Hugo de Arles
Hugo de Arles ou Hugo da Provença (Arles, 880 – Arles, 10 de abril de 947) foi rei da Itália a partir de 924 até sua morte; era um bosónida. Durante o seu reinado, concedeu poderes a seus parentes em detrimento da aristocracia e tentou estabelecer uma relação com o Império Bizantino. Teve sucesso em defender o reino de inimigos externos, mas os seus hábitos e políticas, que mostraram alguma evidência de cultura em um século bárbaro, criaram muitos inimigos internos e ele foi retirado do poder antes de sua morte.

## Biografia
Foi filho de Teobaldo, Conde de Arles, e Berta da Lotaríngia. Por herança, era conde de Arles e Vienne, o que fez dele um dos nobres mais importantes e influentes do Reino da Provença. Depois que o imperador Luís III, que era também rei da Provença, foi capturado, cego e exilado da Itália, em 905, Hugo tornou-se seu principal conselheiro e regente. Por 911, a maioria das prerrogativas reais foram exercidas por Hugo, e Luís cedeu-lhe os títulos duque da Provença e marquês de Viennois. Transferiu a capital para sede principal de sua família de Arles e casou-se possivelmente com Vila, meia-irmã de Luís, filha de Bosão da Provença e uma mulher anteriormente desconhecida.
Numa data desconhecida, um exército Provençal liderado por Hugo, seu irmão Bosão de Arles e Avinhão e Hugo Taillefer invadiram a Lombardia com o apoio da mãe de Hugo. Com base nos relatos de Constantino VII Porfirogênito, este evento foi datado como finalizados entre 923-924, mas pelos relatos de Liuprando de Cremona datam o evento muito mais cedo, entre 917 e 920.
A cerca de 922, uma facção considerável de nobres italianos se revoltaram contra o então imperador Berengário e elegeram Rodolfo II da Borgonha rei da Itália. Isso começou uma guerra civil, o que resultou no assassinato de Berengário em 924.

### Rei
Em vez de aceitarem Rodolfo, os partidários de Berengário elegeram então Hugo como rei (925). Rodolfo foi expulso da Itália em 926 e Hugo atravessou os Alpes para ser coroado. Em sua ausência, Luís da Provença transferiu seu Condado de Vienne para Carlos Constantino. Luís morreu em 5 de junho de 928 e Hugo voltou a Provença para resolver a sucessão.
Por qualquer motivo, nem Carlos Constantino nem Hugo foram eleitos rei, mas Hugo anexou o reino da Itália de facto, emitindo diplomatas relativos a Provença de sua chancelaria italiana em um estilo real. Ele também assumiu o controle do direito de conceder feudos em Provença.
O reinado de Hugo iniciou-se com bastante sucesso. Ele melhorou um pouco a administração central do reino, conseguindo um tanto (mas não totalmente) de sucesso contra os ataques magiares que haviam afligindo a Itália por várias décadas.
Em setembro de 928, Hugo reuniu-se com Raul da França e Herberto II de Vermandois na Borgonha. Hugo concedeu Vienne ao filho de Herberto, Odo, em oposição a Carlos Constantino. Ele ainda estava em conflito com Rodolfo da Borgonha e esperava aliar-se com o rei da França contra o monarca de Borgonha. Por 930, no entanto, Carlos estava em completo controle de Vienne e por 931, Raul da França estava reivindicando soberania sobre o Viennois e Lionês. À luz destes reveses em sua política transalpina, Hugo voltou sua atenção no sentido de assegurar o seu domínio na Itália e receber a coroa imperial. Ele induziu a nobreza italiana a reconhecer seu filho Lotário como seu próximo rei e coroou em abril de 931. Naquele mesmo ano, ele acusou seu meio-irmão Lamberto da Toscânia de conspirar pela coroa - talvez com o apoio de uma facção de nobres - e o depôs, dando a Marca da Toscana a seu irmão Bosão. Hugo, porém, tinha outras razões para depor Lamberto, que apresentava um obstáculo ao seu segundo casamento com Marózia. Os partidários de Lamberto convocaram Rodolfo da Borgonha, a quem Hugo subornou com a oferta de Viennois e Lionês, que Rodolfo ocupou com sucesso. Em 933, Rodolfo renunciou a todos os seus direitos para a Itália.
Em 936, Hugo substituiu Bosão da Toscana, com seu próprio filho Humberto de Espoleto. Concedeu Octavion nos Viennois para Hugo Taillefer e remendou suas relações com Carlos Constantino em um último esforço para salvar influência na Provença.

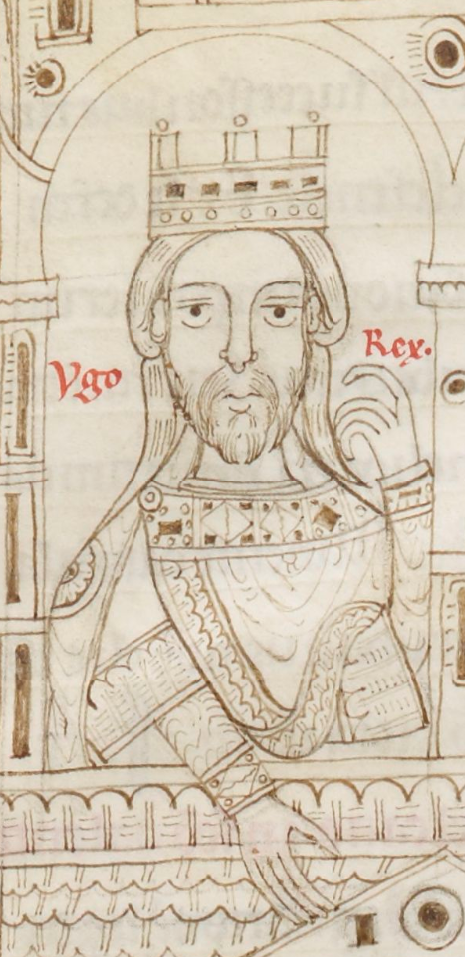
Retrato de Hugo no ' (século XII)

### Segundo casamento
No entanto, a tentativa de Hugo de reforçar seu poder ainda mais com um segundo casamento fracassou desastrosamente. Sua noiva era Marózia, senadora e governante efetiva de Roma e viúva primeiramente de Alberico I de Espoleto, e em seguida, do próprio meio-irmão de Hugo, Guido da Toscânia. Este último fato, porém, fez com que o casamento fosse ilegal sob a lei canônica, por motivos de consanguinidade - um assunto que Hugo tentou contornar, renegando e eliminando os descendentes do segundo casamento de sua mãe e dando a Toscana para um parente por parte da família de seu pai, Bosão. Isso, por sua vez, no entanto, alarmou Alberico II, um adolescente, filho ou enteado de Marózia de seu primeiro casamento, que, apelando para a desconfiança romana das tropas estrangeiras que Hugo havia trazido com ele, lançou um golpe de Estado durante as festividades do casamento. Hugo conseguiu fugir, mas Marózia foi aprisionada até a sua morte, alguns anos mais tarde.
O poder de Hugo na Itália foi danificado, mas não destruído por esses eventos. Para fortalecer seu controle nos assuntos de Milão, ele tonsurou seu jovem filho ilegítimo, Tebaldo, para prepará-lo para o cargo de arcebispo de Milão, mas, infelizmente o clérigo antigo, Arderico, a quem ele instalou pro tempore viveu mais 22 anos. Ele continuou a organizar a luta contra os magiares e os piratas da Andaluzia baseado em Fraxineto em Provença. Ativa, se às vezes duvidosa, a diplomacia valeu a pena. Ele concluiu um tratado com Rodolfo em 933 pelo qual Rodolfo abandonou suas reivindicações para a Itália em troca de ser entregue a Provença por cima das cabeças dos herdeiros de Luís, o Cego e o casamento da filha de Rodolfo, Adelaide, com o filho de Hugo, Lotário. As relações amistosas foram mantidas com o Império Bizantino e, em 942, Hugo ainda chegou a um acordo com Alberico, que se casou com uma das filhas de Hugo.
Dentro do reino, Hugo intensificou seu hábito existente de dar quaisquer cargos ou terras disponíveis para as relações, incluindo a sua numerosa descendência legítima e ilegítima, e um pequeno círculo de amigos antigos e de confiança. O efeito que isso teve sobre os nobres italianos, que viram isso como uma ameaça a si mesmos, eventualmente, resultou em rebelião. Em 941, Hugo expulsou Berengário de Ivrea da Itália e aboliu a Marca de Ivrea. Em 945, Berengário retornou do exílio na Alemanha e derrotou Hugo em batalha. Por uma dieta de Berengário realizada em Milão, Hugo foi deposto, no entanto, conseguiu chegar a um acordo pelo qual nominalmente manteve a coroa e o título de rex (rei), mas retornou à Provença, deixando Lotário como rei nominal, porém com todo poder real em mãos de Berengário.
Hugo retirou-se para Provença, mas continuou a levar o título real até 947.

## Família
De quatro esposas e pelo menos outras quatro amantes, Hugo deixou oito filhos. Com Vila, nenhum. Os únicos filhos legítimos foram ambos de sua segunda esposa, Alda (ou Hilda), de origem germânica, com quem ele se casou antes de 924: Alda, que se casaria com Alberico II, e o já mencionado Lotário, seu sucessor. Com sua terceira esposa, Marózia, e da quarta, Berta, filha de Rodolfo II, Hugo não teve filhos. Seu filho Humberto, a quem ele deu a Toscana, era seu bastardo mais velho, filho de uma nobre chamada Vandelmoda. Com outra, uma amante de origens humildes chamada Pezola - que o povo chamava de Venerem - teve uma filha, Berta, que se casaria com o imperador bizantino Romano II e receberia o nome de "Eudóxia". Ela herdou as terras do pai na Provença. Da mesma amante, Hugo teve também um filho, Boso, que se tornaria bispo de Placência e um chanceler imperial. A terceira amante era Rotrude (ou Rosa), chamada Iunonem pelo povo. Ela deu-lhe uma filha, Rotlinda ou Rolinda, que se casou com Bernardo. Tebaldo, a quem Hugo tentou fazer arcebispo de Milão, era filho dele de um relacionamento com uma romana chamada Estefânia, a quem o povo apelidou de Semelen. Não se sabe o nome da mãe de Godofredo, abade de Nonantola, seu filho caçula.
Um jovem pajem educado na corte de Hugo na tradicional capital lombarda de Pavia se tornou o bispo Liuprando de Cremona, o mais sagaz dos cronistas do século X; sua lealdade à memória de Hugo pode ser a origem do azedume com que ele trata a vida de alguns dos herdeiros dele.